# Diócesis de Konongo-Mampong
La diócesis de Konongo-Mampong (en latín: Dioecesis Konongensis-Mampongana y en inglés: Roman Catholic Diocese of Konongo-Mampong) es una circunscripción eclesiástica de la Iglesia católica en Ghana. Se trata de una diócesis latina, sufragánea de la arquidiócesis de Kumasi. Desde el 21 de marzo de 2024 su obispo es John Opoku-Agyemang.

## Territorio y organización
La diócesis tiene 11 357 km² y extiende su jurisdicción sobre los fieles católicos de rito latino residentes en parte de la región de Ashanti.
La sede de la diócesis se encuentra en la ciudad de Mampong, en donde se halla la Catedral de San Pablo. En Konongo se halla la Concatedral de San Gabriel.
En 2021 en la diócesis existían 59 parroquias.

## Historia
La diócesis fue erigida el 3 de marzo de 1995 mediante la bula Cum ad aeternam del papa Juan Pablo II, derivando el territorio de las diócesis de Kumasi (hoy arquidiócesis) y de Sunyani.
Inicialmente sufragánea de la arquidiócesis de Cape Coast, el 22 de diciembre de 2001, tras la elevación de Kumasi a arquidiócesis metropolitana, se convirtió en su sufragánea.
El 28 de diciembre de 2007 cedió una parte de su territorio para la erección de la diócesis de Techiman mediante la bula Cum nuper esset del papa Benedicto XVI.

## Estadísticas
Según el Anuario Pontificio 2022 la diócesis tenía a fines de 2021 un total de 89 340 fieles bautizados.
| Año                                                                             | Población            | Población | Población      | Sacerdotes | Sacerdotes    | Sacerdotes    | Bautizados por sacerdote | Diáconos permanentes | Religiosos | Religiosos | Parroquias |
| Año                                                                             | Bautizados católicos | Total     | % de católicos | Total      | Clero secular | Clero regular | Bautizados por sacerdote | Diáconos permanentes | Varones    | Mujeres    | Parroquias |
| ------------------------------------------------------------------------------- | -------------------- | --------- | -------------- | ---------- | ------------- | ------------- | ------------------------ | -------------------- | ---------- | ---------- | ---------- |
| 1999                                                                            | 69 251               | 1 112 835 | 6.2            | 37         | 27            | 10            | 1871                     |                      | 54         | 46         | 24         |
| 2000                                                                            | 65 561               | 1 112 835 | 5.9            | 41         | 28            | 13            | 1599                     |                      | 61         | 48         | 24         |
| 2001                                                                            | 75 440               | 1 112 835 | 6.8            | 45         | 29            | 16            | 1676                     |                      | 77         | 43         | 25         |
| 2002                                                                            | 65 561               | 1 112 835 | 5.9            | 50         | 31            | 19            | 1311                     |                      | 90         | 39         | 27         |
| 2003                                                                            | 90 320               | 1 112 835 | 8.1            | 54         | 34            | 20            | 1672                     |                      | 87         | 40         | 28         |
| 2004                                                                            | 95 487               | 1 258 495 | 7.6            | 56         | 37            | 19            | 1705                     |                      | 79         | 37         | 30         |
| 2006                                                                            | 93 847               | 1 314 000 | 7.1            | 64         | 45            | 19            | 1466                     |                      | 84         | 42         | 33         |
| 2007                                                                            | 72 145               | 1 012 999 | 7.1            | 79         | 60            | 19            | 913                      |                      | 4          | 27         | 29         |
| 2013                                                                            | 76 792               | 1 352 297 | 5.7            | 74         | 55            | 19            | 1037                     |                      | 100        | 34         | 40         |
| 2016                                                                            | 79 700               | 1 449 000 | 5.5            | 88         | 68            | 20            | 905                      |                      | 105        | 36         | 45         |
| 2019                                                                            | 85 500               | 1 553 800 | 5.5            | 102        | 80            | 22            | 838                      |                      | 105        | 52         | 57         |
| 2021                                                                            | 89 340               | 1 624 160 | 5.5            | 106        | 80            | 26            | 842                      |                      | 104        | 48         | 59         |
| Fuente: Catholic-Hierarchy, que a su vez toma los datos del Anuario Pontificio. |                      |           |                |            |               |               |                          |                      |            |            |            |

## Episcopologio
- Joseph Osei-Bonsu (3 de marzo de 1995-21 de marzo de 2024 retirado)
- John Opoku-Agyemang, desde el 21 de marzo de 2024